# Viene del alma
Viene del alma es el nombre del octavo álbum de estudio oficial grabado por el cantautor argentino-venezolano Ricardo Montaner. Fue lanzado al mercado por la empresa discográfica EMI Latin el 12 de septiembre de 1995. 
Ésta es una producción de sabor italiano y al juzgar por las producciones anteriores de Ricardo Montaner y las posteriores, éste es el disco más diferente del artista, donde experimenta con letras nuevas y un sonido único, muy bueno y novedoso, pero mucho más alejado a lo que nos tenía acostumbrado. De aquí salieron varios sencillos como "Viene del alma", "Soy tuyo", "Pasa todo", "Bórrame", entre otros.

## Datos del álbum
- Producción de EMI, por Mario Ruíz.
- Voz: Ricardo Montaner.
- Piano: Carlos Gómez, Víctor Reyes y Graham Preskett.
- Guitarras: Mitch Dalton, Paul Keogh y Juan Cerro.
- Bajo: Andy Pask.
- Percusión: Luis Dulzaides y Oscar Gómez.
- Acordeón: Rafael Angulo.
- Backing Vocals: José Antonio Moranto, Juan Canovas, Rosa María Girón, María Lar, Maisa Hens y Óscar Gómez.

## Lista de canciones
1. “Bórrame” (Montaner/Pace/Russo) 4:04
2. “Soy Tuyo” (versión original) (Montaner) 3:56
3. “Si Enfermase El Tiempo” (Cavalli/Cremones/Montaner) 4:18
4. “Atrapando Nubes” (Gomez/Montaner) 3:51
5. “Entre Las Ramas” (Montaner/Roistein) 4:00
6. “Así” (Giron/Montaner) 3:58
7. “Arrancame La Vida” (Manavello/Montaner) 4:20
8. “Pasa Todo” (Amerio/Faletti/Montaner/Salerno) 4:08
9. “Adaggio Al Amor” (Girón/Gomez/Montaner) 4:05
10. “En Mis Sueños Mejores” (Amerio/Montaner) 3:27
11. “Viene Del Alma” (Gomez/Montaner) 3:27
12. “Soy Tuyo” (versión acústica) (Montaner) 3:30
13. “La Tostaita De María” (Montaner/Montoya) 3:29